# Teodor Goździkiewicz

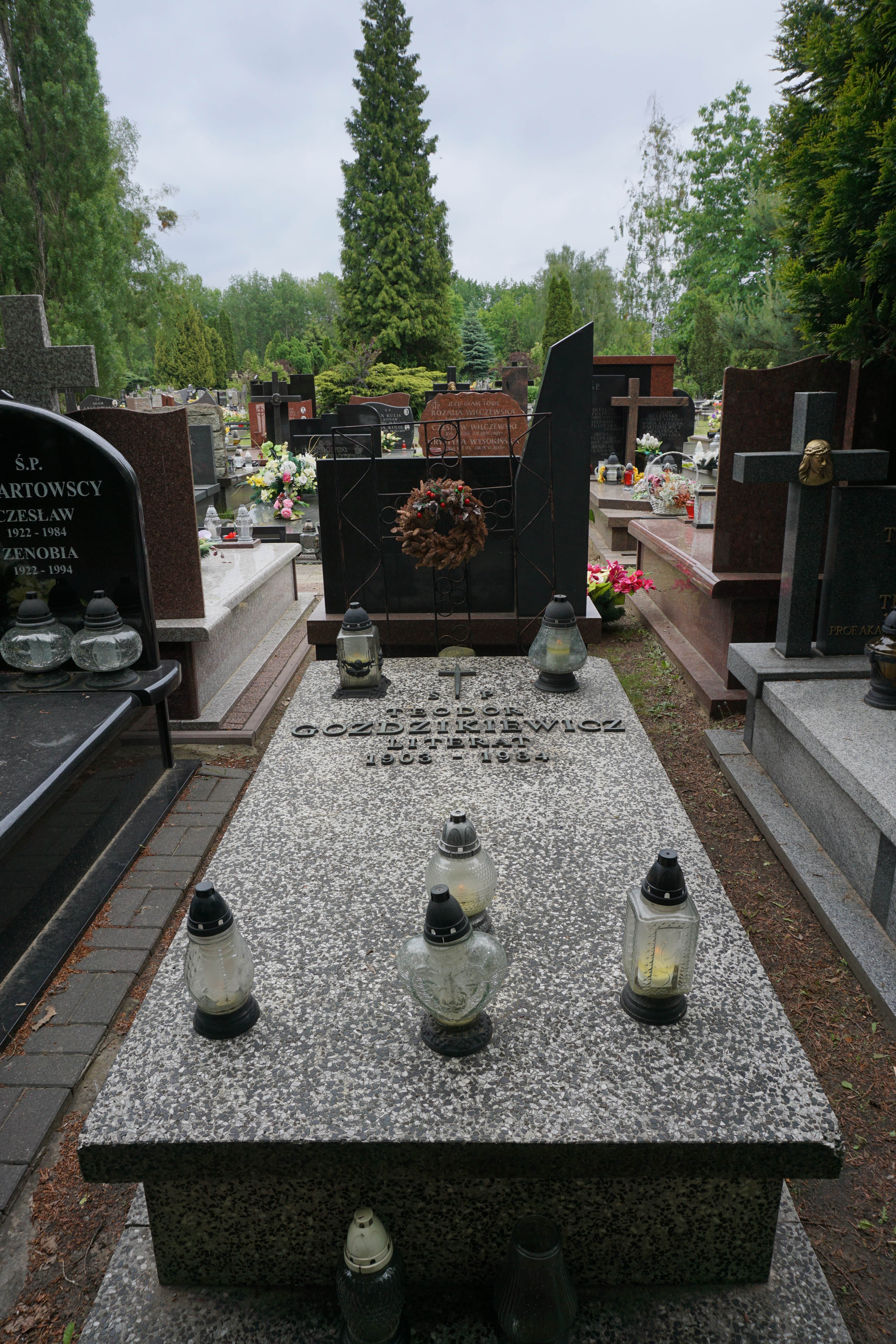
Grób Teodora Goździkiewicza na cmentarzu komunalnym Północnym

Teodor Goździkiewicz (ur. 16 kwietnia 1903 w Dąbrowie Wielkiej na Sieradczyźnie, zm. 13 listopada 1984 w Warszawie) – polski pisarz, głównie autor książek o tematyce przyrodniczej.

## Życiorys
Ukończył seminarium nauczycielskie w Łowiczu, w latach 1924-1944 pracował jako wiejski nauczyciel w powiecie łowickim (w Kompinie i Bocheniu). Działał w wielu organizacjach zajmujących się szerzeniem kultury i aktywizacją polityczną młodzieży wiejskiej. W okresie okupacji niemieckiej działał w konspiracji; był członkiem AK ps. „Głóg”; ukończył podziemną podchorążówkę; prowadził tajne komplety gimnazjalne. W 1944 został zdekonspirowany i musiał się ukrywać do końca okupacji. Po wojnie przez krótki czas mieszkał w Łodzi (gdzie był członkiem redakcji tygodnika „Wieś”), następnie w Warszawie (członek redakcji „Tygodnika Kulturalnego”). Debiutował w 1923 na łamach czasopisma "Łowiczanin".

## Twórczość
Problematyka wiejska pojawia się w utworach autobiograficznych Goździkiewicza – powieściach Głosy z daleka (1938 – wyróżnienie w konkursie "Ilustrowanego Kuriera Codziennego" w Krakowie), Lipnicki świat (1949), nawiązujących do okresu dwudziestolecia międzywojennego. Wsi powojennej poświęcił m.in. powieść Tarcza samotnika (1960) oraz opowiadania Loty nad porębą (1976), Barwni ludzie szarej okolicy (1979). Książka Sprawy Łuki Bakowicza (1960), opisująca powstanie styczniowe na ziemi sieradzkiej, stała się inspiracją Rajdu "Śladami Łuki Bakowicza" (od 1975). Rolę wsi w kształtowaniu wybitnych artystów Goździkiewicz przedstawił w beletryzowanych biografiach Fryderyka Chopina Fryckowe lato (1960, pierwsze wydanie z 1949 pod tytułem Fryckowe czasy otrzymało wyróżnienie na międzynarodowym konkursie na scenariusz z życia Fryderyka Chopina) i Józefa Chełmońskiego Kolory. Chłopięce lata  Józefa Chełmońskiego (wydanie pierwsze: 1965).
Jako autor dla młodzieży zajmował się przede wszystkim problematyką przyrodniczą (zbiory opowiadań Okruchy przyrody, 1956; Wiatr gałązkę niesie, 1970; Pokłon zieleni, 1982; powieści Kniejówka, 1956; Drapieżcy, 1957). Nawiązywał także do wydarzeń II wojny światowej (opowiadania Znaki czasu, 1948; Cienie lasu, 1958), ponadto był autorem zbioru reportaży z radzieckich republik Azji Środkowej Step i róże (1967).
W 1975 pisarza wyróżniono nagrodą prezesa Rady Ministrów za twórczość dla młodzieży.
W 1978 ukazała się publikacja Zenona Kraski pt. Teodor Goździkiewicz. Opowieść jubileuszowa, zawierająca bibliografię jego twórczości (Ludowa Spółdzielnia Wydawnicza, Warszawa 1978).
Jego książki ilustrowali m.in. Tadeusz Buczkowski, Jerzy Heintze, Grażyna Juszkiewicz, Julitta Karwowska, Stanisław Kaźmierczyk, Jerzy Kotarba, Jan Samuel Miklaszewski, Elżbieta Murawska, Marian Murawski, Zbigniew Rychlicki, Andrzej Strumiłło, Stefan Styczyński, Karol Syta, Antoni Uniechowski, Józef Wilkoń i Bogdan Zieleniec.
Miał czworo dzieci, wśród nich syna Ludomira. Mieszkał w Warszawie, na Woli, przy ulicy Płockiej 18.
Pochowany na warszawskim cmentarzu komunalnym Północnym (kwatera E-IX-2-1-12).

## Publikacje książkowe
- Głosy z daleka (Skład główny Składnica Księgarska Jerzy Nowicki, Warszawa 1938)
- Wyżynka (Księgarnia Łowicka, Łowicz 1946)
- Wystawa sklepowa. Sztuka sceniczna w 1 odsłonie (Towarzystwo Teatru i Muzyki Ludowej, Łódź [1947]);
- Znaki czasu (Spółdzielnia Wydawnicza "Książka", Warszawa 1948)
- Rusznica królewska. Dramat w 3 odsłonach (Centralna Księgarnia Rolnicza "Samopomoc Chłopska", Warszawa 1948)
- Lipnicki świat (Spółdzielnia Wydawnicza "Wiedza", Warszawa 1949)
- Fryckowe czasy. Legenda (ilustracje Stefan Styczyński; Państwowe Wydawnictwo Literatury Dziecięcej "Nasza Księgarnia", Warszawa 1949, 1950)
- W starej chałupie. Obrazek sceniczny z przeszłości (Wydawnictwo Związkowe CRZZ, Warszawa 1953)
- Jezioro i niespodzianki (Ludowa Spółdzielnia Wydawnicza, Warszawa 1954)
- W lesie i pod lasem (ilustracje Katarzyna Latałło; Państwowe Wydawnictwo Literatury Dziecięcej "Nasza Księgarnia", Warszawa 1955)
- Okruchy przyrody (ilustracje Bogdan Zieleniec, Państwowe Wydawnictwo Literatury Dziecięcej "Nasza Księgarnia", Warszawa 1956; ilustracje Elżbieta Murawska; Ludowa Spółdzielnia Wydawnicza, Warszawa 1967)
- Kniejówka (Państwowe Wydawnictwo Literatury Dziecięcej "Nasza Księgarnia", Warszawa 1956; wydanie drugie z ilustracjami Józefa Wilkonia: Ludowa Spółdzielnia Wydawnicza, Warszawa 1961; wydanie trzecie z ilustracjami Józefa Wilkonia: Ludowa Spółdzielnia Wydawnicza, Warszawa 1978; wydanie czwarte: Wydawnictwo "Astra", Warszawa 2015, ISBN 978-83-63158-43-9);
- Bractwo starego dębu (Ludowa Spółdzielnia Wydawnicza, Warszawa 1957; opracowanie graficzne Grażyna Juszkiewicz, Ludowa Spółdzielnia Wydawnicza, Warszawa 1982, ISBN 83-205-3404-6)
- Drapieżcy (ilustracje Józef Wilkoń; Państwowe Wydawnictwo Literatury Dziecięcej "Nasza Księgarnia" 1957, 1967, 1976)
- Cienie lasu (ilustracje Andrzej Strumiłło; Państwowe Wydawnictwo Literatury Dziecięcej "Nasza Księgarnia", Warszawa 1958; 1981, ISBN 83-10-07921-4);
- Zapisane ptasią łapką (ilustracje Jan Samuel Miklaszewski; Spółdzielnia Wydawnicza "Czytelnik", Warszawa 1959; Ludowa Spółdzielnia Wydawnicza, Warszawa 1973)
- Fryckowe lato (ilustracje Antoni Uniechowski; Ludowa Spółdzielnia Wydawnicza, Warszawa 1960, 1965, 1968, 1972, 1983)
- Sprawy Łuki Bakowicza (Wydawnictwo Łódzkie, Łódź 1960; Ludowa Spółdzielnia Wydawnicza, Warszawa 1973; Wydawnictwo Astra, Warszawa 2005, ISBN 83-89727-09-9)
- Gniade, kare, kasztanki (Instytut Wydawniczy "Nasza Księgarnia", Warszawa 1960; Ludowa Spółdzielnia Wydawnicza, Warszawa 1963, 1974)
- Reksy, Smyki i Zagraje (ilustracje Stanisław Rozwadowski, Instytut Wydawniczy "Nasza Księgarnia", Warszawa 1961; ilustracje Józef Wilkoń, Ludowa Spółdzielnia Wydawnicza, Warszawa 1975)
- Tarcza samotnika (opracowanie graficzne Elżbieta Krotkiewska [Murawska]; Ludowa Spółdzielnia Wydawnicza, Warszawa 1963, 1970)
- Kronika zielonych zdarzeń (ilustracje Julitta Karwowska; Instytut Wydawniczy "Nasza Księgarnia", Warszawa 1963)
- Kolory. Chłopięce lata Józefa Chełmońskiego (Instytut Wydawniczy "Nasza Księgarnia", Warszawa 1965, 1977; Powiatowa Biblioteka Publiczna, Łowicz 2013, ISBN 978-83-929702-8-6)
- Step i róże (Ludowa Spółdzielnia Wydawnicza, Warszawa 1967)
- Znajomą ścieżką (ilustracje Julitta Karwowska, Instytut Wydawniczy "Nasza Księgarnia", Warszawa 1967, 1974; ilustracje Zbigniew Rychlicki, Instytut Wydawniczy "Nasza Księgarnia", Warszawa 1977, 1984)
- Źrenice dziecka (opracowanie graficzne Karol Syta; Ludowa Spółdzielnia Wydawnicza, Warszawa 1967)
- Wiatr gałązkę niesie (ilustracje Stanisław Rozwadowski; Ludowa Spółdzielnia Wydawnicza, Warszawa 1970)
- Uśmiech na co dzień (Instytut Wydawniczy "Nasza Księgarnia", Warszawa 1972)
- Wspomnienia ze starej gajówki  (ilustracje Tadeusz Buczkowski; Instytut Wydawniczy "Nasza Księgarnia", Warszawa 1973)
- Buraski, czarnuchy ... (ilustracje Józef Wilkoń; Ludowa Spółdzielnia Wydawnicza, Warszawa 1975)
- Zdobycze (ilustracje Jerzy Heintze; Ludowa Spółdzielnia Wydawnicza, Warszawa 1976)
- Loty nad porębą (ilustracje Marian Murawski; Ludowa Spółdzielnia Wydawnicza, Warszawa 1976)
- Trop w trop (ilustracje Józef Wilkoń; Ludowa Spółdzielnia Wydawnicza, Warszawa 1977)
- Opowieści krajobrazu (ilustracje Marian Murawski; Ludowa Spółdzielnia Wydawnicza, Warszawa 1978)
- Wśród pożogi (ilustracje Jerzy Kotarba; Ludowa Spółdzielnia Wydawnicza, Warszawa 1979, ISBN 83-205-3117-9)
- Barwni ludzie szarej okolicy (Państwowe Wydawnictwo "Iskry", Warszawa 1979, ISBN 83-207-0056-6)
- Piękne przymorze (ilustracje Józef Wilkoń; Ludowa Spółdzielnia Wydawnicza, Warszawa 1979, ISBN 83-205-3126-8)
- Zapalają się dni. Rękopis znaleziony po latach (Instytut Wydawniczy "Nasza Księgarnia", Warszawa 1982, ISBN 83-10-08137-5)
- Pokłon zieleni  (opracowanie graficzne Andrzej Piekarski; "Sport i Turystyka", Warszawa 1982, ISBN 83-217-2373-X)
- O koniach, psach i kotach (przedmowa Halina Skrobiszewska; opracowanie graficzne Stanisław Kaźmierczyk; Ludowa Spółdzielnia Wydawnicza, Warszawa 1983, ISBN 83-205-3469-0)

## Przekłady, prace redakcyjne
- Michaił Priszwin, Szara Sowa. Opowieść o bobrach i ludziach (redakcja; z języka rosyjskiego przełożył Adam Bień; ilustracje z oryginału oraz Mariana Walentynowicza; Ludowa Spółdzielnia Wydawnicza, Warszawa 1951);
- Siemion Podjaczew, Opowieści wybrane (przekład z języka rosyjskiego; wspólnie z Piotrem Banaczkowskim; Ludowa Spółdzielnia Wydawnicza, Warszawa 1952);
- Péter Veres, Trzy pokolenia. Jarzmo (redakcja; z języka węgierskiego przełożyła Ella Maria Sperlingowa; okładkę projektował Stefan Styczyński; Ludowa Spółdzielnia Wydawnicza, Warszawa 1952).